# Angelika Stark
Angelika Stark es una deportista austríaca que compitió en vela en la clase Laser Radial. Ganó una medalla de oro en el Campeonato Europeo de Laser Radial de 2002.

## Palmarés internacional
| \| Campeonato Europeo \| Campeonato Europeo \| Campeonato Europeo \| Campeonato Europeo \| \| Año \| Lugar \| Medalla \| Clase \| \| ------------------ \| ---------------------- \| ------------------ \| ------------------ \| \| 2002 \| Breitenbrunn (Austria) \| Medalla de oro \| Laser Radial \| |                        |                |              |
| Campeonato Europeo |                        |                |              |
| Año | Lugar                  | Medalla        | Clase        |
| 2002 | Breitenbrunn (Austria) | Medalla de oro | Laser Radial |